# Anna-Kapelle (Ostbevern)
Die Anna-Kapelle ist eine 1732 erbaute barocke Friedhofskapelle auf dem Lohkirchhof in der Bauerschaft Loburg Ostbeverns. Sie liegt unweit von Schloss Loburg im Loburger Park und wurde erbaut als Station der eucharistischen Prozession der Pfarrgemeinde und als Grablege. Die Kapelle und der sie umgebende Friedhof stehen seit 1994 unter Denkmalschutz.

## Beschreibung
Der anthrazitfarbene rechteckige Putzbau ist etwa drei Meter hoch. Auf der Stirnseite befindet sich eine zweiflügelige Eingangstür, die von einem Sturz aus Baumberger Sandstein eingerahmt ist. Die Supraporte erinnert an die Renovierungen. Darüber befinden sich eine Konsole sowie ein ovales Rundfenster. Als Tympanon ist in der Giebelspitze das Wappen derer zu Beverförde zu Werries (rechts) und zu Elverfeldt (links) angebracht. Auf dem Satteldach des Langhauses befindet sich ein kleiner Glockenstuhl in Form eines Dachreiters mit einer Glocke.
Das Langhaus mündet in der Vierung in einem Querhaus mit einem westlichen und einem östlichen Arm. Das Querhaus nimmt sich in Relation zur Kapelle bescheiden aus; die beiden Satteldächer reichen nicht bis zum Dachfirst des Langhauses. An der Stirnseite jedes Querarms ist ein Rundbogenfenster eingelassen. Bis in den 1960er Jahren war in der westlichen Nische der Vierung, zwischen Quer- und Langhaus, ein Außenkanzel mit Steintreppe eingesetzt, die für die heilige Messe bei der Hagelprozession bestimmt war.

## Geschichte

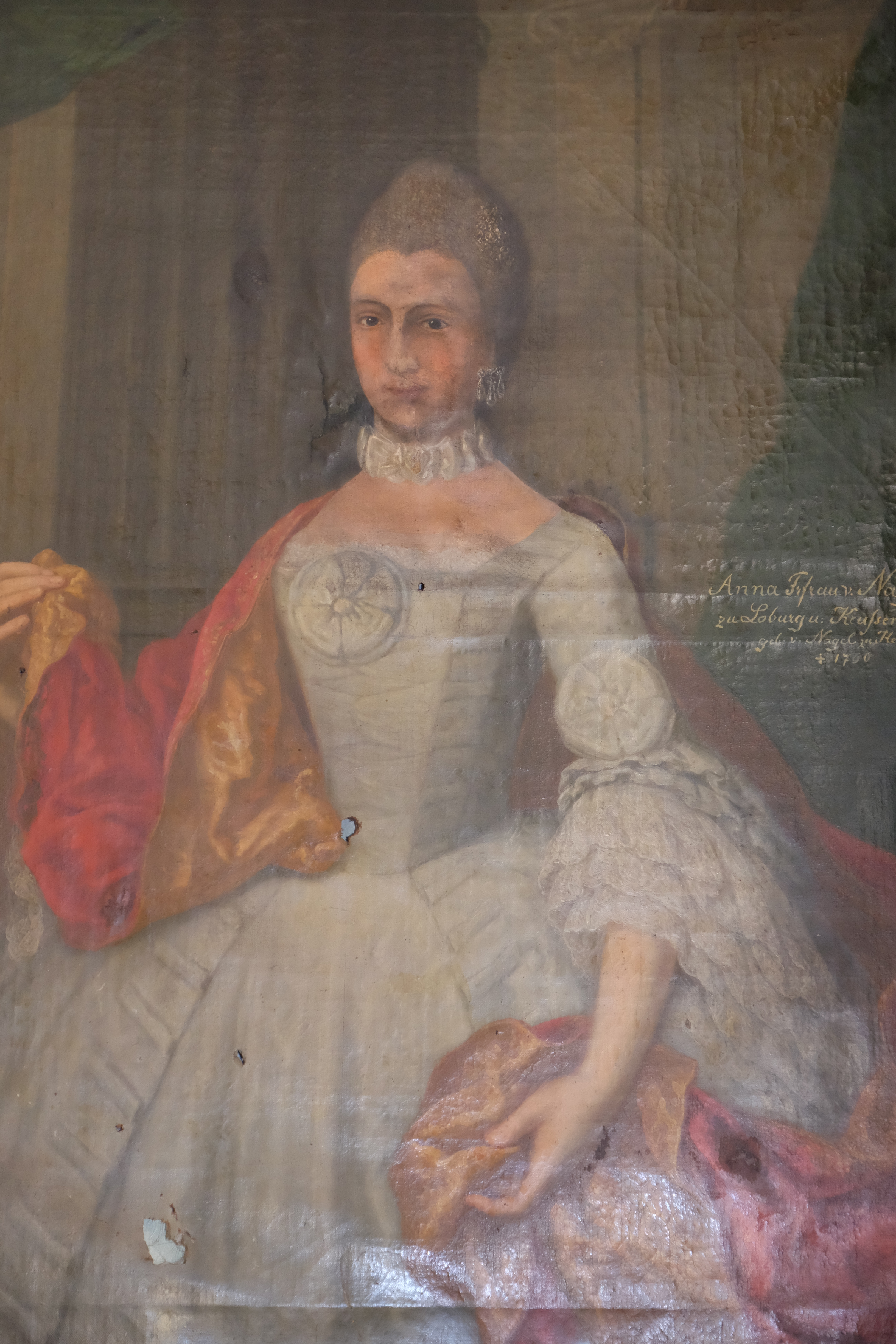
Anna Freiin von Nagel zur Loburg und Keuschenburg geb. Nagel zu Herl, die wahrscheinliche Namensgeberin und Miterbauerin der Kapelle, † 1760 in Ostbevern, Grab nicht erhalten

Angesichts der langen Tradition der Hagelprozession kann vermutet werden, dass der Anna-Kapellen-Kamp schon im Mittelalter als Segensstation verwandt wurde. So wäre es auch wahrscheinlich, dass ein Vorgängerbau dort gestanden hat; die jetzige Kapelle muss 1732 von Josef Marsil Wilhelm Xaver von Nagel zur Loburg erbaut worden sein und hatte zunächst keinen Namen. Vermutlich war Johann Conrad Schlaun der Architekt der Anna-Kapelle, da er ab 1729 als Oberbaudirektor in Münster tätig war und trägt dessen künstlerische Handschrift. Angeblich sind alle Baupläne oder Urkunden, die nähere Angaben hätten liefern könnten, beim Schlossbrand der Loburg vernichtet worden. Jedoch nötigte die Pfarrgemeinde dem Eigentümer 1761 einen Vertrag auf, indem er sich verpflichtete, für sich und seine Nachkommen die Kapelle in einem ordentlichen Zustand zu erhalten und für die Feier der heiligen Messe alles Notwendige zur Verfügung zu stellen. Über ihren Zweck heißt es darin, sie sei erbaut “in finem, ut in theophoria, qua annuatim per parochiam celebrari contingit, sacrum cum statione, et concinone peragatur.”, d. h., „zu dem Zweck, dass bei der jährlichen Pfarrprozession eine hl. Messe mit Predigt und Station gefeiert werden soll.“ Die religiöse Bedeutung des Ortes wie auch des Bauwerkes lässt sich daran ermessen, dass dem Bischof von Münster darin die generelle Erlaubnis zur Heiligen Messe zugesprochen wurde, wodurch aber die Rechte des örtlichen Pfarrers unberührt blieben. Das verhinderte aber nicht Spannungen zwischen dem Pfarrer und dem Hausgeistlichen der Loburg um die Nutzung. Noch im Jahr des Vertragsschlusses kam von Nagel seiner Verpflichtung nach und renovierte das Bauwerk. Ab 1771 trug sie bereits den bekannten Namen; woraus zweifelsfrei geschlossen werden kann, dass Wilhelmine von und zu Westerholt-Gysenberg nicht als Namensgeberin in Frage kommen kann, vielleicht aber Maria Anna Adolphine von Nagel zur Loburg, die Ehefrau des Bauherrn, oder Elisabeth Anna Droste von der Loburg, seine Großmutter. Das Gelände diente schon in der Barockzeit als Grablege, die Gräber sind allerdings nicht erhalten geblieben. Am 7. Juni 1785 verkaufte der überschuldete von Nagel die Loburg und damit auch die Anna-Kapelle in einer Zwangsversteigerung an Friedrich von Beverförde. 1834 wurde sie zum zweiten Mal renoviert bzw. umgestaltet, was wahrscheinlich dem Zweck diente, sie als Grablege für Friedrich von Beverförde vorzubereiten, der dann auch 1835 dort bestattet wurde. 1852 wurde seine Gattin Wilhelmine von und zu Westerholt-Gysenberg an seiner Seite dort ebenfalls bestattet. Um die Kapelle herum entstand der Privatfriedhof der Familie von Beverförde in der Größe eines ¼ Hektar. Es beherbergt heute 29 sichtbare Gräber der Familie oder aus dem Umfeld; das jüngste Grab ist: Nikolaus von und zur Mühlen (* 6. Dezember 1931 in Haus Ruhr † 10. Dezember 2013 in Ostbevern).

## Nutzung

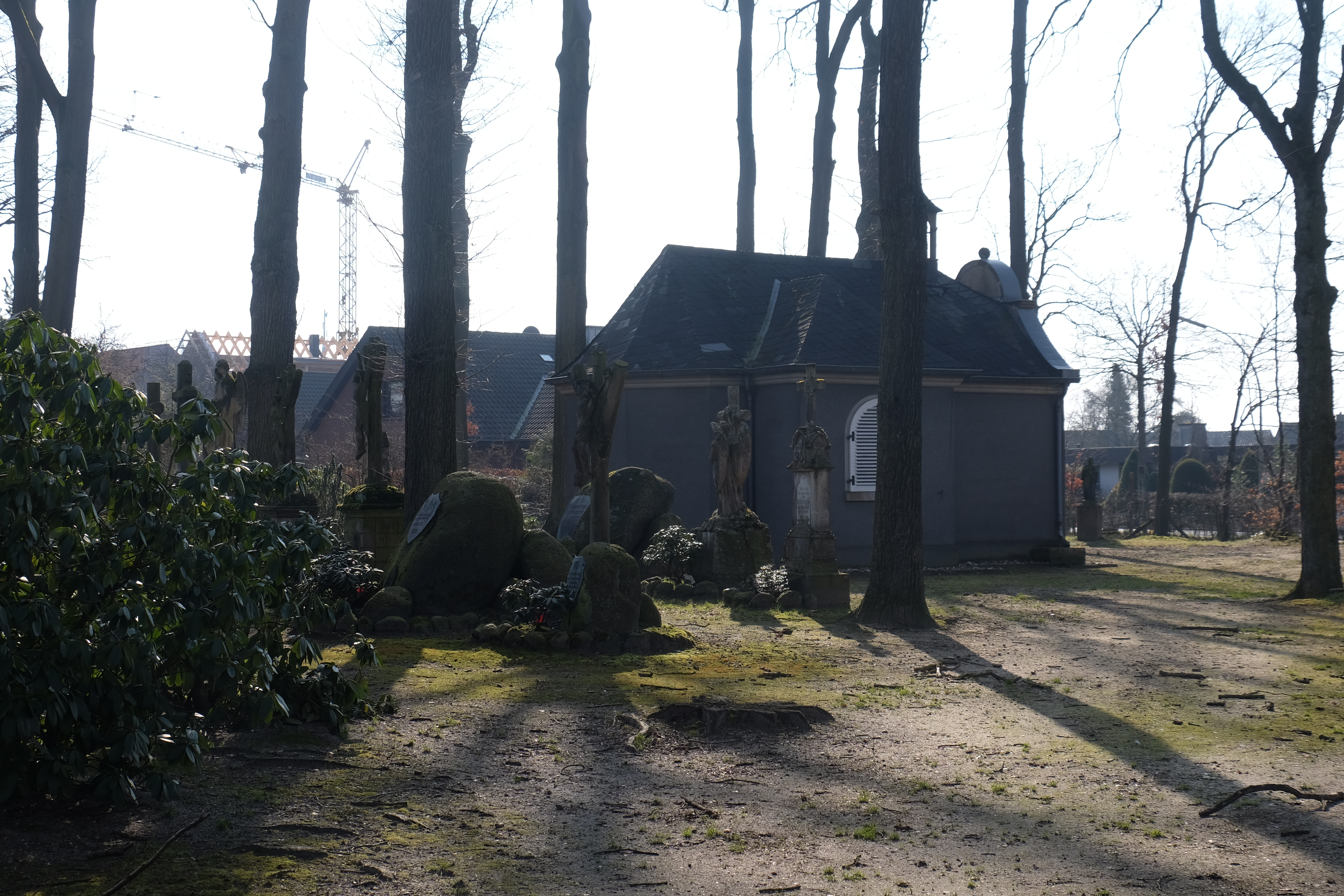
Der Friedhof bei der Annakapelle diente schon in der Barockzeit als Friedhof, das älteste sichtbare Grab ist allerdings von 1838

Genutzt wird die Kapelle als Friedhofskapelle, als Grablege von Friedrich und Anna von Beverfoerde zu Werries, als Prozessionsstation und als Familienkapelle der von Elverfeldt genannt von Beverfoerde zu Werries. Jeweils am 3. November jeden Jahres, zum Namenstag des Hl. Hubertus von Lüttich, trifft sich dort die gesamte Familie zu einem Gottesdienst.

### Station der Hagelprozession
Die Hagelprozession in Ostbevern nahm spätestens seit dem 19. Jahrhundert ihren Weg von der Pfarrkirche St. Ambrosius über die ersten beiden Segensstationen bei Brinkjans Krüüs und an der Marienkapelle zur Anna-Kapelle, wo auf dem Lohkirchhof der dritte Segen erteilt wurde. Danach zog man über den Lienener Damm, wo sich an der Statue des Heiligen Donatus die vierte und damit letzte Segensstation befand, zurück zur Pfarrkirche. Seit den 1970er Jahren zieht die Prozession ohne Unterwegsstation bis zur Anna-Kapelle. Dort wird, wie schon in früheren Jahren, die heilige Messe gefeiert, und die Gläubigen ziehen mit dem Allerheiligsten in eucharistischer Prozession direkt zur Pfarrkirche zurück, wo der Abschlusssegen erteilt wird.